# Ligamento amarelo
Ligamento amarelo é uma estrutura formada de tecido adiposo que se localiza entre o periósteo e a dura-máter.
Nas punções lombares com o objetivo de se realizar a anestesia peridural, é o atravessar do ligamento amarelo pela agulha que indicará estar no Espaço Peridural, aonde deverá ser feita a anestesia. Esse atravessar é percebido como uma perda da resistência da agulha.